# Isaac de Pinto

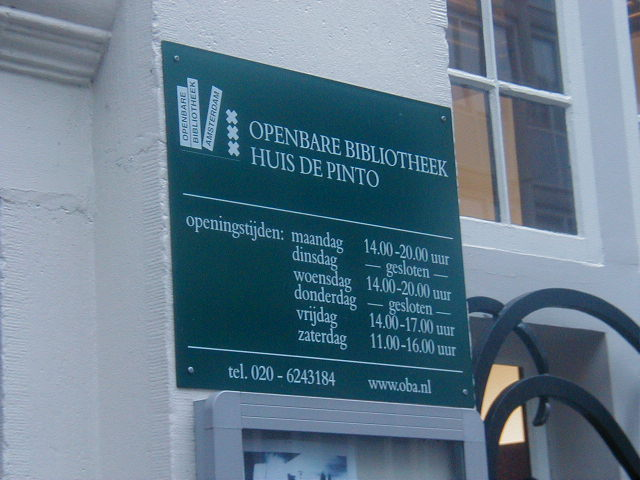
Pintohuis, a casa da Família Pinto, já foi uma biblioteca. Está hoje aberta para a comunidade.

Isaac de Pinto (Amesterdão, 1717- 14 de Agosto de 1787) foi um economista e um financeiro  judeu de nacionalidade portuguesa (Sefardita) holandês. É a figura mais proeminente do judaísmo português do século XVIII.

## Biografia
Filho de David Pinto, nasceu em Amesterdão, numa família antiga e rica, oriunda de Portugal ou Espanha.
Isaac Pinto foi accionista da companhia privada que geria o comércio com as colónias ultramarinas holandesas nas Américas e África Ocidental - a W.I.C. (Companhia Holandesa das Índias Ocidentais). Isaac foi conselheiro do Príncipe Guilherme IV da Holanda, que governou no período 1747-1751, convencendo o Príncipe a comparticipar-se na W.I.C.
Isaac envolveu-se numa controvérsia com Voltaire sobre questões da religião judaica. Também trocou correpondência com Benjamin Franklin, discutindo a Revolução Americana.
A casa de Isaac de Pinto em Amesterdão, não muito longe da Sinagoga Portuguesa de Amsterdão, é hoje uma biblioteca.

## Obra

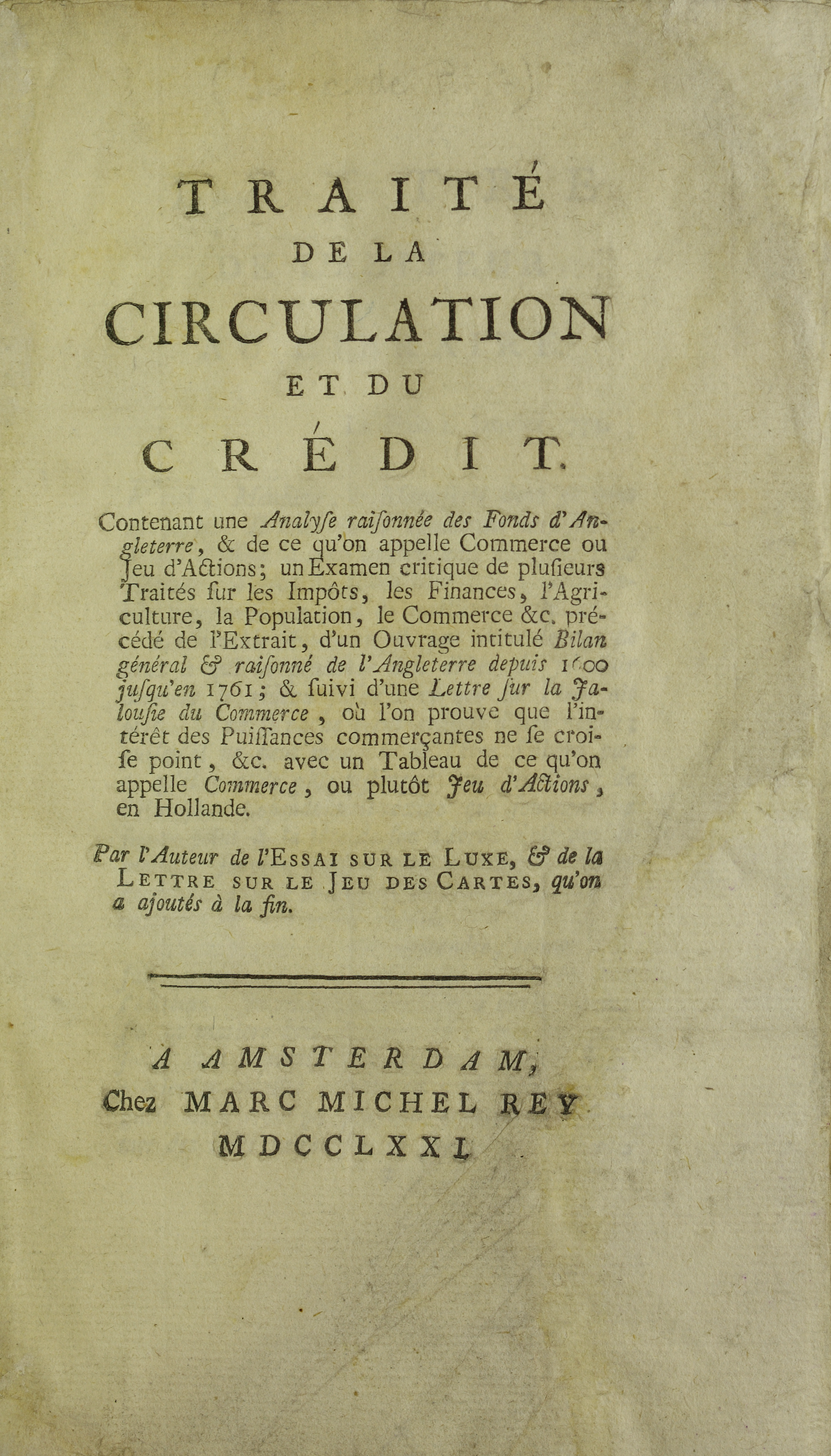
Traité de la circulation et du crédit, 1771

- "Tratado da circulação e do crédito", de 1771 - Sua obra mais conhecida, versando o endividamento público e suas consequências para a Economia Nacional.
- "Ensaio sobre o luxo", publicado em 1762 em Amsterdão
- "Apologia para a Nação Judia, ou Reflexões críticas". Publicado em 1762. Isaac enviou uma cópia a Voltaire, que agradeceu.
- "Argumentos contra os Materialistas", publicado em Haia em 1774.

Escreveu também sobre o desenvolvimento da quantidade de moeda, o nível dos juros, a formação de capital.
Karl Marx citou-o no "Capital", criticando-o, comparando o seu estilo com o de Pindar, poeta lírico da antiguidade grega, tudo porque Marx reprovava a visão de Isaac de Pinto, apologista do capitalismo e do liberalismo económico.